# Okręgowe rozgrywki w piłce nożnej woj. białostockiego (1954)
20. Edycja okręgowych rozgrywek w piłce nożnej województwa białostockiego

Okręgowe rozgrywki w piłce nożnej województwa białostockiego prowadzone są przez Białostocki Okręgowy Związek Piłki Nożnej, rozgrywane są w trzech ligach, najwyższym poziomem jest klasa A, następnie klasa B (2 grupy) i klasa C (brak danych co do ilości grup). 

Mistrzostwo Okręgu zdobył Kolejarz Ełk. 

Okręgowy Puchar Polski zdobyła drużyna Gwardii Białystok.
Drużyny z województwa białostockiego występujące w centralnych i makroregionalnych poziomach rozgrywkowych:
- I Liga - brak
- II Liga - brak
- III Liga - Gwardia Białystok.

| Rozgrywki       | Poziomy rozgrywkowe w sezonie 1954 | Poziomy rozgrywkowe w sezonie 1954        | Poziomy rozgrywkowe w sezonie 1954        | Poziomy rozgrywkowe w sezonie 1954        | Poziomy rozgrywkowe w sezonie 1954        | Poziomy rozgrywkowe w sezonie 1954        | Poziomy rozgrywkowe w sezonie 1954        |
| --------------- | ---------------------------------- | ----------------------------------------- | ----------------------------------------- | ----------------------------------------- | ----------------------------------------- | ----------------------------------------- | ----------------------------------------- |
| Centralne       | I poziom ligowy                    | I Liga                                    | I Liga                                    | I Liga                                    | I Liga                                    | I Liga                                    | I Liga                                    |
| Centralne       | II poziom ligowy                   | II Liga                                   | II Liga                                   | II Liga                                   | II Liga                                   | II Liga                                   | II Liga                                   |
| Makroregionalne | III poziom ligowy                  | III Liga - 8 grup                         | III Liga - 8 grup                         | III Liga - 8 grup                         | III Liga - 8 grup                         | III Liga - 8 grup                         | III Liga - 8 grup                         |
| Okręgowe        | IV poziom ligowy                   | Klasa A                                   | Klasa A                                   | Klasa A                                   | Klasa A                                   | Klasa A                                   | Klasa A                                   |
| Okręgowe        | V poziom ligowy                    | Klasa B-gr.I                              | Klasa B-gr.I                              | Klasa B-gr.I                              | Klasa B - gr.II                           | Klasa B - gr.II                           | Klasa B - gr.II                           |
| Okręgowe        | VI poziom ligowy                   | Klasa C - (brak danych co do ilości grup) | Klasa C - (brak danych co do ilości grup) | Klasa C - (brak danych co do ilości grup) | Klasa C - (brak danych co do ilości grup) | Klasa C - (brak danych co do ilości grup) | Klasa C - (brak danych co do ilości grup) |

## Klasa A - IV poziom rozgrywkowy
| Poz. | Drużyna                 | M  | Z  | R | P | Bramki | Punkty |
| ---- | ----------------------- | -- | -- | - | - | ------ | ------ |
| 1    | Kolejarz Ełk            | 14 | 11 | 2 | 1 | 45-12  | 24     |
| 2    | Spójnia Suwałki         | 14 | 7  | 2 | 5 | 21-13  | 16     |
| 3    | Gwardia II Białystok    | 14 | 7  | 1 | 6 | 29-26  | 15     |
| 4    | Budowlani Suwałki       | 14 | 5  | 5 | 4 | 26-26  | 15     |
| 5    | Budowlani Białystok (b) | 14 | 7  | 1 | 6 | 24-26  | 15     |
| 6    | Ogniwo Białystok        | 14 | 4  | 2 | 8 | 21-36  | 10     |
| 7    | Kolejarz Łomża (b)      | 14 | 2  | 4 | 8 | 16-32  | 8      |
| 8    | Budowlani Sokółka       | 14 | 2  | 3 | 9 | 21-38  | 7      |

- Po sezonie Spójnia Suwałki połączyła się z Budowlanymi Suwałki.
- Wynik meczu Budowlani Białystok : Budowlani Sokółka, zweryfikowano jako obustronny walkower.
- Decyzją władz WKKF postanowiono, że Budowlani Sokółka pozostaną w klasie A.

## Klasa B - V poziom rozgrywkowy
Grupa I
| Poz. | Drużyna           | M  | Z | R | P | Bramki | Punkty |
| ---- | ----------------- | -- | - | - | - | ------ | ------ |
| 1    | LZS Szczuczyn     | 18 |   |   |   |        |        |
| 2    | Gwardia Łomża     | 18 |   |   |   |        |        |
| 3    | Budowlani Grajewo | 18 |   |   |   |        |        |
| ?    | Ogniwo Kolno (b)  | 18 |   |   |   |        |        |
| ?    | Spójnia Augustów  | 18 |   |   |   |        |        |
| ?    | Spójnia Olecko    | 18 |   |   |   |        |        |
| ?    | LZS Prostki       | 18 |   |   |   |        |        |
| ?    | Spójnia Ełk       | 18 |   |   |   |        |        |
| ?    | Budowlani Łomża   | 18 |   |   |   |        |        |
| ?    | Gwardia Gołdap    | 18 |   |   |   |        |        |

- Brak wyników meczów. Drużyny znajdujące się w tabeli brały udział w rozgrywkach, brak danych co do kolejności. Na pewno awansowały 3 zespoły: LZS Szczuczyn, Gwardia Łomża oraz Budowlani Grajewo.
- Do klasy C spadła Gwardia Gołdap.
- Budowlani Łomża po sezonie fuzja z Kolejarzem Łomża.
- Zmiana nazwy Spójnia na Naprzód Augustów, KS na Gwardia Gołdap.

Grupa II
| Poz. | Drużyna                   | M  | Z | R | P | Bramki | Punkty |
| ---- | ------------------------- | -- | - | - | - | ------ | ------ |
| 1    | Kolejarz Hajnówka         | 18 |   |   |   | 66-21  | 33     |
| 2    | Kolejarz Łapy             | 18 |   |   |   | 70-21  | 31     |
| 3    | Kolejarz Białystok        | 18 |   |   |   | 69-28  | 25     |
| 4    | Spójnia Hajnówka (s)      | 18 |   |   |   | 56-32  | 24     |
| 5    | Start Supraśl             | 18 |   |   |   | 55-39  | 19     |
| 6    | Budowlani Bielsk Podlaski | 18 |   |   |   | 43-39  | 19     |
| 7    | LZS Białowieża            | 18 |   |   |   | 24-41  | 15     |
| 8    | Unia Czarna Wieś          | 18 |   |   |   | 25-53  | 9      |
| 9    | Budowlani Siemiatycze     | 18 |   |   |   | 32-88  | 6      |
| 10   | LZS Barszczewo (b)        | 18 |   |   |   | 17-84  | 2      |

- Zmiana nazwy Spójnia na Start Supraśl, Unia Hajnówka na Spójnia Hajnówka.

## Klasa C - VI poziom rozgrywkowy
Brak danych dotyczący ilości grup.

## Puchar Polski - rozgrywki okręgowe
- Finał - Gwardia Białystok : Kolejarz Ełk 1:0